# Jesús de Perceval
Jesús Pérez de Perceval del Moral, né le 17 avril 1915 à Almería et mort le 3 octobre 1985 à Almería, plus connu sous le nom de Jesús de Perceval, est un peintre, sculpteur et photographe espagnol. Il est membre à part entière de la Real Academia de Bellas Artes de San Fernando à Madrid et fils préféré de la ville d'Almería.

## Biographie
Dès son plus jeune âge, il est doué pour le dessin et la peinture. Il étudie à l'Escuela de Artes y Oficios de Almería, puis à l'Escuela Superior de Bellas Artes de San Fernando à Madrid.
En 1934, il reçoit la médaille d'or à l'exposition régionale d'Andalousie qui se tient cette année-là et deux ans plus tard, en 1936, il reçoit la même récompense à l'exposition internationale de Paris.
Perceval est l'une des personnalités les plus actives et les plus dynamiques du panorama culturel appauvri de la province d'Almería pendant la période d'après-guerre. Il est en grande partie responsable de la naissance et du développement du mouvement indaliano, né dans les années 1940 de rencontres avec d'autres artistes et intellectuels tels que Celia Viñas, Juan Cuadrado, José Gómez Abad, Miguel Cantón Checa et Capuleto. Ce mouvement s'inspire des racines de la terre considérées dans une perspective globale, exaltant le caractère ancestral, magique et spirituel des cultures du sud-est péninsulaire, résumé dans l'indalo, symbole des civilisations préhistoriques, et dans la présence dans la région de San Indalecio, l'un des premiers évangélistes d'Ibérie, symbole à son tour de la spiritualité chrétienne.
Perceval se fait le champion du mouvement indaliano lors de sa présentation au Museo de Arte Moderno de Madrid en 1947, recevant un excellent accueil de la part des critiques, en particulier d'Eugenio d'Ors, alors responsable national des Beaux-Arts, qui devient un partisan enthousiaste du mouvement. L'année suivante, en 1948, Perceval et d'autres Indalianos sont invités à participer au VIe Salón de los Once de la Academia Breve de Crítica de Arte.
Dans les années 1950, Perceval vit à Madrid et expose à Munich, Rome, Paris et dans plusieurs villes d'Argentine, du Chili et de Bolivie. En 1951, il participe à la première Biennale hispano-américaine des arts à Madrid, où son œuvre La degollación de los inocentes suscite une grande attente.

## Œuvre
Dans le cadre intellectuel du mouvement indaliano, le postulat selon lequel la provincialité n'est pas synonyme d'inculture s'impose. Perceval met ce principe en pratique en refusant de sortir trop loin de sa province, malgré son désir d'universalité. Cela lui vaut d'être peu connu en dehors du reste du pays.
Son œuvre picturale est influencée par Ignacio Zuloaga, Giorgio De Chirico et Pablo Picasso. Le style, clairement expressionniste, est marqué par des couleurs sombres et parfois tragiques. Avec le temps, la modération s'installe et Perceval crée une iconographie réaliste, nuancée et poétique. En résumé, il s'agit d'un peintre classique dont l'œuvre est influencée par les cultures méditerranéennes, historiques et préhistoriques, la nature et l'enfance.
Il est également un grand connaisseur des styles et des tendances de l'art universel et travaille dans les domaines de la sculpture, de l'imagerie, de la poterie et de la photographie.
En dehors de l'image, ce sont ses propres œuvres :
- Sculpture de San Indalecio, patron d'Almería, inspirée de celle disparue en 1936 par Francisco Salzillo, pour la cathédrale d'Almería.
- Sculpture de la Virgen del Carmen (1944) et du Cristo de los Pescadores (1945) pour l'église de San Roque dans le quartier de Pescadería à Almería.
- Sculpture de saint Sébastien pour l'église paroissiale du même nom dans le centre de la capitale d'Almeria.
- Sculpture de saint Antoine de Padoue pour l'église Saint-Sébastien d'Almeria.
- Sculpture du Santísimo Cristo del Amor (1942) pour l'église de San Sebastián de Almería, qui fait partie de la Hermandad del Amor de Almería, en procession tous les mardis saints.
- Retable de la Pietà pour la chapelle du même nom dans la cathédrale d'Almería.
- Retable de la chapelle du Sagrario, actuellement chapelle de la Asunción, dans la cathédrale d'Almería.
- Sculpture du Santo Cristo del Escucha, réalisée pour la cathédrale d'Almería en 1941.
- Image de saint Jean l'Évangéliste pour la confrérie de la Soledad à Almería.
- Retable de la Vierge de la Soledad (1961) de la Hermandad de la Soledad de Almería, situé dans l'église paroissiale de Santiago Apóstol.
- Retables latéraux de l'église paroissiale de Santiago Apóstol à Almería.
- Ensemble décoratif de l'église Santo Domingo de Almería, Sanctuaire de la Vierge de la mer : maître-autel, retables latéraux, chaire, etc.
- Retable majeur et retables latéraux de l'église de la Compagnie de Marie, dans la capitale d'Almería.
- Retables pour différentes églises de la province, comme l'église de San Agustín (Almería), l'église de San Antonio (Ciudad Jardín, Almería), l'église de San Antonio de Carboneras, l'église de Santa María de Sorbas, l'église paroissiale de Berja, l'église paroissiale d'Albox, le Santuario del Saliente (Albox), l'église de Nuestra Señora del Rosario de Roquetas de Mar (province d'Almería), etc[1].
- Monument à Saint François Xavier à Tokyo.
- Fontaine des poissons, située dans le parc Nicolás Salmerón, dans la
- capitale d'Almería.
- Groupe sculptural du Prendimiento, pour la confrérie du Prendimiento (Almería), dont on conserve les images de Malco et de San Pedro, cette dernière ayant été fortement transformée par Antonio Dubé de Luque pour l'adapter à une image vestimentaire.
- Groupe sculptural de l'Oración en el Huerto pour le Paso Morao de Pulpí.
- Trône de la Virgen del Río de Huércal-Overa en 1965.
- Trône de la Santísima Virgen del Mar, patronne d'Almería (1948)
- Dolorosa avec l'invocation du rosaire pour Lubrín.
- Virgen de los Dolores 1945 pour la ville de Zurgena.

Le peintre Antonio Manuel Campoy a dit de lui :

« Perceval a une tendance ramonienne et surréaliste cachée, peut-être les mains les plus habiles d'Espagne (pour le dessin et la peinture, pour la sculpture et le modelage), l'intelligence la plus enjouée. »